# Красный (Темниковский район)
Красный — посёлок в составе Пурдошанского сельского поселения Темниковского района Республики Мордовия.

## География
Находится на расстоянии примерно 10 километра на северо-восток от районного центра города Темников.

## Население
Постоянное население составляло 14 человек (русские 100 %) в 2002 году, 7 в 2010 году.